# Ireneusz Zjeżdżałka

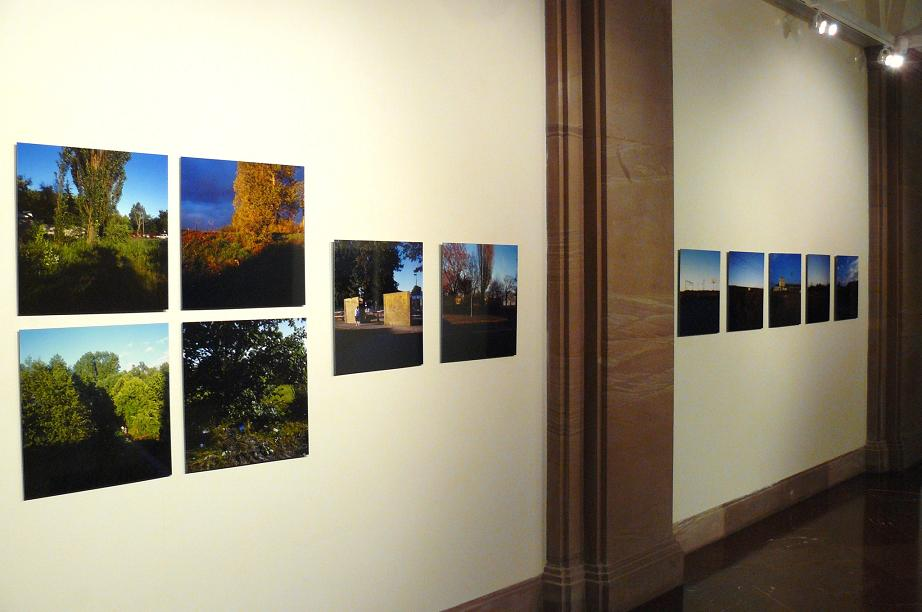
Wystawa Ireneusza Zjeżdżałki – Międzynarodowe Triennale Rzeźby w Poznaniu, Centrum Kultury "Zamek" w Poznaniu, 2009

Ireneusz Zjeżdżałka (ur. 1972 we Wrześni, zm. 25 lipca 2008) – polski fotograf, kurator, krytyk.

## Życiorys
Absolwent Akademii Rolniczej w Poznaniu. Od 2003 był redaktorem naczelnym kwartalnika "Fotografia", współzałożycielem i pierwszym kuratorem Galerii 2r. W latach 1998–2003 pracował w Galerii Fotografii pf w Poznaniu, mieszczącej się w Centrum Kultury "Zamek". W 2002 został uhonorowany Medalem Młodej Sztuki. Należał do dokumentalistów polskich przełomu XX i XXI wieku. Rejestrował m.in. przestrzeń chaosu, związanego z transformacją krajobrazu.

## Realizowane cykle fotograficzne
- Mały atlas mojego miasta (Wydawnictwo Kropka – 1999-2001)
- Sedymentacja (2000-2008)
- Bez atelier (2001)
- Strefa buforowa (2007)
- Światła fary (Wydawnictwo Kropka – 2007)

## Udział w wystawach
- Fotorealizm (Galeria Zderzak, Kraków, 2003)
- Efekt rzeczywistości (Zachęta Narodowa Galeria Sztuki, Warszawa, 2007)
- Nowi Dokumentaliści (Centrum Sztuki Współczesnej Zamek Ujazdowski, Warszawa, 2008)
- Efekt czerwonych oczu. Fotografia polska XXI wieku (Centrum Sztuki Współczesnej Zamek Ujazdowski, Warszawa, 2008)
- Pejzaże w kolorze – cykl o budowie autostrady we Wrześni (pośmiertna, Centrum Kultury "Zamek" w Poznaniu, 2009, w ramach Międzynarodowego Triennale Rzeźby w Poznaniu)